# Liste der Kulturgüter in Ruswil
Die Liste der Kulturgüter in Ruswil enthält alle Objekte in der Gemeinde Ruswil im Kanton Luzern, die gemäss der Haager Konvention zum Schutz von Kulturgut bei bewaffneten Konflikten, dem Bundesgesetz vom 20. Juni 2014 über den Schutz der Kulturgüter bei bewaffneten Konflikten sowie der Verordnung vom 29. Oktober 2014 über den Schutz der Kulturgüter bei bewaffneten Konflikten unter Schutz stehen.
Objekte der Kategorien A und B sind vollständig in der Liste enthalten, Objekte der Kategorie C fehlen zurzeit (Stand: 1. Januar 2023). Unter übrige Baudenkmäler sind zusätzliche Objekte zu finden, die im kantonalen Denkmalverzeichnis verzeichnet und nicht bereits in der Liste der Kulturgüter enthalten sind.

## Kulturgüter
| Foto |                                                                           | Objekt                                          | Kat. | Typ | Standort                            | Beschreibung |
| ---- | ------------------------------------------------------------------------- | ----------------------------------------------- | ---- | --- | ----------------------------------- | ------------ |
| ja   | Datei hochladen · Wikidata zu Bauernhaus Unter Rot (Q29522498)            | Bauernhaus Unter Rot KGS-Nr.: 03874             | A    | G   | Rot 3 651762 / 217601               |              |
| ja   | Datei hochladen · Wikidata zu Katholische Kirche St. Mauritius (Q1377765) | Katholische Kirche St. Mauritius KGS-Nr.: 03875 | A    | G   | Schwerzistrasse 2.1 652251 / 215120 |              |
| BW   | Datei hochladen · Wikidata zu Kapelle St. Gallus und Erasmus (Q29785803)  | Kapelle St. Gallus und Erasmus KGS-Nr.: 03876   | B    | G   | Buholz 15.3 649025 / 214523         |              |
| ja   | Datei hochladen · Wikidata zu Pfarrhof (Q29785804)                        | Pfarrhof KGS-Nr.: 03878                         | B    | G   | Schwerzistrasse 8 652176 / 215104   |              |
| BW   | Datei hochladen · Wikidata zu Kapelle St. Ulrich und Afra (Q29785806)     | Kapelle St. Ulrich und Afra KGS-Nr.: 03879      | B    | G   | St. Ulrich 1.2 650041 / 216410      |              |

## Übrige Baudenkmäler
| ID   | Foto |                                                          | Objekt                                         | Typ | Standort                             | Beschreibung |
| ---- | ---- | -------------------------------------------------------- | ---------------------------------------------- | --- | ------------------------------------ | ------------ |
| 1    | ja   | Datei hochladen · Wikidata zu Dorfschulhaus (Q120837732) | Dorfschulhaus (1912/13, Möri & Krebs)          | G   | Schwerzistrasse 12 652120 / 215149   |              |
| 58   |      | Datei hochladen                                          | Wohnhaus Obere Gerbi                           | G   | Koordinaten fehlen! Hilf mit.        |              |
| 61   | BW   | Datei hochladen                                          | Chrämerhus                                     | G   | Hauptplatz 2 660019 / 211000         |              |
| 65   | ja   | Datei hochladen                                          | Gasthof zum Rössli                             | G   | Rüediswilerstrasse 1 652209 / 215005 |              |
| 80   |      | Datei hochladen                                          | Sakramentskapelle                              | G   | Koordinaten fehlen! Hilf mit.        |              |
| 85c  |      | Datei hochladen                                          | Schwärzi-Kapelle                               | G   | Koordinaten fehlen! Hilf mit.        |              |
| 99a  |      | Datei hochladen                                          | Speicher auf der Liegenschaft Fluck            | G   | Koordinaten fehlen! Hilf mit.        |              |
| 112  | BW   | Datei hochladen                                          | Bauernhaus Unter Rot                           | G   | 651715 / 217598                      |              |
| 112b |      | Datei hochladen                                          | Kleines Ökonomiegebäude                        | G   | Unter Rot                            |              |
| 121a |      | Datei hochladen                                          | Speicher Oberarig                              | G   | Koordinaten fehlen! Hilf mit.        |              |
| 121c |      | Datei hochladen                                          | Dörrhaus Oberarig                              | G   | Koordinaten fehlen! Hilf mit.        |              |
| 124b | BW   | Datei hochladen                                          | Speicher Elischwand                            | G   | 653358 / 217489                      |              |
| 160  | BW   | Datei hochladen                                          | Kapelle St. Katharina am Herrenweg             | G   | Landig 649021 / 213847               |              |
| 166b |      | Datei hochladen                                          | Speicher in Oberwil                            | G   | Koordinaten fehlen! Hilf mit.        |              |
| 204  |      | Datei hochladen                                          | Bauernhaus Bergen                              | G   | Koordinaten fehlen! Hilf mit.        |              |
| 237  |      | Datei hochladen                                          | Bauernhaus Oberamsig                           | G   | Koordinaten fehlen! Hilf mit.        |              |
| 330a |      | Datei hochladen                                          | Buholz, Speicher Amrhyn                        | G   | Koordinaten fehlen! Hilf mit.        |              |
| 334  |      | Datei hochladen                                          | Schloss Buholz (Herrenhaus)                    | G   | Buholz                               |              |
| 361  | BW   | Datei hochladen                                          | Kapelle St. Jost                               | G   | 659703 / 210286                      |              |
| 511j |      | Datei hochladen                                          | Speicher auf dem Gelände der Zimmerei Haupt AG | G   | Koordinaten fehlen! Hilf mit.        |              |
| 689b |      | Datei hochladen                                          | Getreidespeicher Sonnhalde                     | G   | Koordinaten fehlen! Hilf mit.        |              |
| 829  |      | Datei hochladen                                          | Kapelle Heilige Dreifaltigkeit                 | G   | Koordinaten fehlen! Hilf mit.        |              |
| 879  | BW   | Datei hochladen                                          | Kapelle St. Anna im Hapfig                     | G   | 655053 / 212676                      |              |
| 1305 |      | Datei hochladen                                          | Steinbrücke über den Bielbach im Roo           | G   | Koordinaten fehlen! Hilf mit.        |              |
| 1332 |      | Datei hochladen                                          | Wegkapelle Bergen                              | G   | Koordinaten fehlen! Hilf mit.        |              |

Legende: Siehe Legende der Liste der Kulturgüter von nationaler und regionaler Bedeutung. Anstelle der KGS-Nummer wird als Objekt-Identifikator (ID) die Gebäudenummer im kantonalen Denkmalverzeichnis verwendet.